# Vuelta a Castilla y León 1999
La Vuelta a Castilla y León 1999, quattordicesima edizione della corsa, si svolse dal 1º al 5 agosto su un percorso di 861 km ripartiti in 5 tappe, con partenza a Valladolid e arrivo a Grajera. Fu vinta dall'italiano Leonardo Piepoli della Banesto davanti ai suoi connazionali Alberto Elli e Giuseppe Guerini.

## Tappe
| Tappa  | Data      | Percorso                             | km    | Vincitore di tappa | Leader cl. generale |
| ------ | --------- | ------------------------------------ | ----- | ------------------ | ------------------- |
| 1ª     | 1º agosto | Valladolid > Riaño                   | 191,8 | Scott Sunderland   | Scott Sunderland    |
| 2ª     | 2 agosto  | Riaño > Bembibre                     | 184,8 | Leonardo Piepoli   | Leonardo Piepoli    |
| 3ª     | 3 agosto  | Bembibre > San Andrés del Rabanedo   | 182   | Elio Aggiano       | Leonardo Piepoli    |
| 4ª     | 4 agosto  | San Andrés del Rabanedo > Valladolid | 135,8 | Steven de Jongh    | Leonardo Piepoli    |
| 5ª     | 5 agosto  | Valladolid > Grajera                 | 167   | Jeroen Blijlevens  | Leonardo Piepoli    |
| Totale | Totale    | Totale                               | 861   |                    |                     |

## Dettagli delle tappe

### 1ª tappa
- 1º agosto: Valladolid > Riaño – 191,8 km

| Pos. | Corridore        | Squadra       | Tempo    |
| ---- | ---------------- | ------------- | -------- |
| 1    | Scott Sunderland | Palmans-Ideal | 4h44'02" |
| 2    | Alberto Elli     | Telekom       | a 1"     |
| 3    | Glenn Magnusson  | US Postal     | s.t.     |

| Pos. | Corridore        | Squadra       | Tempo    |
| ---- | ---------------- | ------------- | -------- |
| 1    | Scott Sunderland | Palmans-Ideal | 4h43'54" |

### 2ª tappa
- 2 agosto: Riaño > Bembibre – 184,8 km

| Pos. | Corridore          | Squadra | Tempo    |
| ---- | ------------------ | ------- | -------- |
| 1    | Leonardo Piepoli   | Banesto | 5h23'51" |
| 2    | Alberto Elli       | Telekom | a 1'29"  |
| 3    | José María Jiménez | Banesto | a 2'06"  |

| Pos. | Corridore        | Squadra | Tempo     |
| ---- | ---------------- | ------- | --------- |
| 1    | Leonardo Piepoli | Banesto | 10h07'48" |

### 3ª tappa
- 3 agosto: Bembibre > San Andrés del Rabanedo – 182 km

| Pos. | Corridore        | Squadra           | Tempo    |
| ---- | ---------------- | ----------------- | -------- |
| 1    | Elio Aggiano     | Vitalicio Seguros | 4h28'05" |
| 2    | Georg Totschnig  | Telekom           | a 2"     |
| 3    | Scott Sunderland | Palmans-Ideal     | a 23"    |

| Pos. | Corridore        | Squadra | Tempo     |
| ---- | ---------------- | ------- | --------- |
| 1    | Leonardo Piepoli | Banesto | 14h36'16" |

### 4ª tappa
- 4 agosto: San Andrés del Rabanedo > Valladolid – 135,8 km

| Pos. | Corridore         | Squadra | Tempo    |
| ---- | ----------------- | ------- | -------- |
| 1    | Steven de Jongh   | TVM     | 3h14'19" |
| 2    | Jeroen Blijlevens | TVM     | s.t.     |
| 3    | Alberto Elli      | Telekom | s.t.     |

| Pos. | Corridore        | Squadra | Tempo     |
| ---- | ---------------- | ------- | --------- |
| 1    | Leonardo Piepoli | Banesto | 17h50'35" |

### 5ª tappa
- 5 agosto: Valladolid > Grajera – 167 km

| Pos. | Corridore         | Squadra | Tempo    |
| ---- | ----------------- | ------- | -------- |
| 1    | Jeroen Blijlevens | TVM     | 3h52'53" |
| 2    | Jeremy Hunt       | Banesto | s.t.     |
| 3    | Oleg Pankov       | Ipso    | s.t.     |

| Pos. | Corridore        | Squadra | Tempo     |
| ---- | ---------------- | ------- | --------- |
| 1    | Leonardo Piepoli | Banesto | 21h43'28" |
| 2    | Alberto Elli     | Telekom | a 1'25"   |
| 3    | Giuseppe Guerini | Telekom | a 2'34"   |

## Classifiche finali

### Classifica generale
| Pos. | Corridore                        | Squadra                          | Tempo     |
| ---- | -------------------------------- | -------------------------------- | --------- |
| 1    | Leonardo Piepoli                 | Banesto                          | 21h43'28" |
| 2    | Alberto Elli                     | Team Deutsche Telekom            | a 1'25"   |
| 3    | Giuseppe Guerini                 | Team Deutsche Telekom            | a 2'34"   |
| 4    | Aitor Osa Eizaguirre             | Banesto                          | a 2'48"   |
| 5    | Francisco Tomas Garcia Rodriguez | Vitalicio Seguros-Grupo Generali | a 3'07"   |
| 6    | Dave Bruylandts                  | Palmans-Ideal                    | a 3'13"   |
| 7    | Georg Totschnig                  | Team Deutsche Telekom            | a 3'43"   |
| 8    | Carlos Sastre Candil             | ONCE-Deutsche Bank               | a 4'02"   |
| 9    | Francisco Mancebo                | Banesto                          | a 4'17"   |
| 10   | Christian Charriere              | Post Swiss Team                  | a 4'44"   |